# 植木政明
植木 政明（うえき まさあき、1939年3月24日 - 2024年7月14日）は日本の松濤館流空手家。

## 経歴・人物
東京都出身。16歳の時、杉浦初久二の下で高校3年の時に空手を、1人だけの生徒として開始。柔道から始めたにもかかわらず、自分は体が小さすぎることを気にしていたが、スピードを重視する空手に興味を持つ。このとき彼は1年を通して訓練、開発し、その後亜細亜大学に進学し卒業した後には指導者のプログラムに参加するように励まされた。
植木の空手は基本とスタンスに重点を置いており、彼は形のトレーニングを十分に理解することが上達への恩恵を受けると信じている。
青年時代、競技にも非常に興味があり、第8回JKA全国空手道選手権大会（1965年）では、形の部1位と組手の部2位で大会の総合優勝者となり、3年後の第11回JKA全日本空手道選手権（1968年）で彼は組手と形を制して、再び総合優勝を飾っている。
植木の空手は中山正敏のベスト空手シリーズでも紹介されている。中山は「多くの敵が（植木に）敗北したのは当然のこと」と書いている。
植木はあと指導に当たり、段位は十段位。2010年からは日本空手協会の首席師範を務めた。
2024年7月14日、病気治療中に死去。85歳没。

## 競技歴
メジャートーナメントでの勝利
- 第8回JKA全日本空手道選手権（1965）-総合優勝（形の部：1位、組手の部：2位）
- 第9回JKA全日本空手道選手権（1966）-形の部：2位
- 第10回JKA全日本空手道選手権（1967）-形の部：1位
- 第11回JKA全日本空手道選手権（1968）-総合優勝（形の部、組手の部、ともに1位）
- 第14回JKA全日本空手道選手権（1971）-総合優勝（形の部：1位、組手の部：2位）
- 第17回JKA全日本空手道選手権（1974）-形の部：1位
- 第18回JKA全日本空手道選手権（1975）-形の部：1位